# Supercopa de la UEFA 2010
La Supercopa de la UEFA 2010 fue la 35.ª edición de la Supercopa de Europa que se disputa anualmente entre los ganadores de la UEFA Champions League y de la UEFA Europa League. El encuentro fue disputado entre el Internazionale (vencedor de la UEFA Champions League) y el Atlético de Madrid (vencedor de la UEFA Europa League) en el Stade Louis II de Mónaco, en donde el Atlético de Madrid se consagraría campeón el 27 de agosto de 2010 con un marcador de 2-0 frente al Internazionale. El partido se celebró al día siguiente del sorteo de la UEFA Champions League y en el mismo día del sorteo de la UEFA Europa League.

## Curiosidades
- Esta edición de la Supercopa de Europa fue la trigésimo quinta.
- Fue la primera vez que ambos equipos disputaron la Supercopa de Europa.
- Fue la primera vez que este evento estará presente en el videojuego Pro Evolution Soccer 2011.
- Fue la primera vez en este evento donde se enfrentaron dos entrenadores españoles: Quique Sánchez Flores del Atlético de Madrid y Rafael Benítez del Inter de Milán.

## Detalles del partido

### Inter de Milán - Atlético de Madrid
| 1          | POR        | Júlio César       |     |
| 13         | DEF        | Maicon            |     |
| 25         | DEF        | Walter Samuel     |     |
| 6          | DEF        | Lúcio             |     |
| 26         | DEF        | Cristian Chivu    |     |
| 5          | MED        | Dejan Stanković   | 68' |
| 4          | MED        | Javier Zanetti    |     |
| 19         | MED        | Esteban Cambiasso |     |
| 10         | DEL        | Wesley Sneijder   | 79' |
| 9          | DEL        | Samuel Eto'o      |     |
| 22         | DEL        | Diego Milito      |     |
| Entrenador | Entrenador | Rafa Benítez      |     |

| 13         | POR        | David de Gea       |       |
| 17         | DEF        | Tomáš Ujfaluši     |       |
| 21         | DEF        | Luis Perea         |       |
| 15         | DEF        | Diego Godín        |       |
| 18         | DEF        | Álvaro Domínguez   |       |
| 12         | MED        | Paulo Assunção     |       |
| 19         | MED        | José Antonio Reyes | 69'   |
| 8          | MED        | Raúl García        |       |
| 20         | MED        | Simão              | 90+1' |
| 10         | DEL        | Sergio Agüero      |       |
| 7          | DEL        | Diego Forlan       | 82'   |
| Entrenador | Entrenador | Quique Sánchez     |       |

| 27 | DEL | Goran Pandev      | 68' |
| 29 | DEL | Philippe Coutinho | 79' |

| 11 | MED | Fran Mérida        | 69'   |
| 7  | MED | José Manuel Jurado | 82'   |
| 6  | MED | Ignacio Camacho    | 90+1' |

|  |

| Anotado | 62' | José Antonio Reyes | 0-1 |
| Anotado | 83' | Sergio Agüero      | 0-2 |

| Amonestado | 90+2' | Walter Samuel |

| Amonestado | 85' | Simão       |
| Amonestado | 89' | Raúl García |

| Árbitro             | Massimo Busacca  |
| Árbitros asistentes | Matthias Arnet   |
| Árbitros asistentes | Manuel Navarro   |
| Árbitros de área    | Stephan Studer   |
| Árbitros de área    | Cyril Zimmermann |
| Cuarto árbitro      | Sascha Kever     |

| 1          | POR        | Júlio César       |     |
| 13         | DEF        | Maicon            |     |
| 25         | DEF        | Walter Samuel     |     |
| 6          | DEF        | Lúcio             |     |
| 26         | DEF        | Cristian Chivu    |     |
| 5          | MED        | Dejan Stanković   | 68' |
| 4          | MED        | Javier Zanetti    |     |
| 19         | MED        | Esteban Cambiasso |     |
| 10         | DEL        | Wesley Sneijder   | 79' |
| 9          | DEL        | Samuel Eto'o      |     |
| 22         | DEL        | Diego Milito      |     |
| Entrenador | Entrenador | Rafa Benítez      |     |

| 13         | POR        | David de Gea       |       |
| 17         | DEF        | Tomáš Ujfaluši     |       |
| 21         | DEF        | Luis Perea         |       |
| 15         | DEF        | Diego Godín        |       |
| 18         | DEF        | Álvaro Domínguez   |       |
| 12         | MED        | Paulo Assunção     |       |
| 19         | MED        | José Antonio Reyes | 69'   |
| 8          | MED        | Raúl García        |       |
| 20         | MED        | Simão              | 90+1' |
| 10         | DEL        | Sergio Agüero      |       |
| 7          | DEL        | Diego Forlan       | 82'   |
| Entrenador | Entrenador | Quique Sánchez     |       |

| 27 | DEL | Goran Pandev      | 68' |
| 29 | DEL | Philippe Coutinho | 79' |

| 11 | MED | Fran Mérida        | 69'   |
| 7  | MED | José Manuel Jurado | 82'   |
| 6  | MED | Ignacio Camacho    | 90+1' |

|  |

| Anotado | 62' | José Antonio Reyes | 0-1 |
| Anotado | 83' | Sergio Agüero      | 0-2 |

| Amonestado | 90+2' | Walter Samuel |

| Amonestado | 85' | Simão       |
| Amonestado | 89' | Raúl García |

| Árbitro             | Massimo Busacca  |
| Árbitros asistentes | Matthias Arnet   |
| Árbitros asistentes | Manuel Navarro   |
| Árbitros de área    | Stephan Studer   |
| Árbitros de área    | Cyril Zimmermann |
| Cuarto árbitro      | Sascha Kever     |

|                                        |
| Bandera de España                      |
| Campeón Atlético de Madrid 1.er título |